# 최재형 (1919년생 법조인)
최재형(崔在衡, 1919년 8월 12일 ~ 1991년 7월 14일)은 대한민국의 법조인(판사 출신의 변호사)이다.

## 주요 경력
- 서울지방법원 예하 판사
- 서울고등법원 예하 판사
- 경상북도 대구고등법원 예하 부장판사
- 제주도 제주지방법원장